# Synagoge (Kindenheim)
Die Synagoge in Kindenheim wurde 1786 in der Hauptstraße 72 in einem Hinterhaus errichtet. 1907 wurde das Gebäude verkauft. In den folgenden Jahrzehnten wurde das Gebäude unterschiedlich, in den 1980er Jahren unter anderem als Getränkelager, genutzt. Heute dient das Gebäude als reines Wohnhaus.

## Geschichte
Bereits vor 1786 gab es einen Betsaal in Kindenheim. 1786 wurde die neue Synagoge in der Hauptstraße 72 in einem Hinterhaus errichtet. Es handelte sich um ein 6,3 Meter breites und 7 Meter langes traufständiges, zweigeschossiges Gebäude mit Satteldach. Der Betsaal befand sich im Obergeschoss des Gebäudes. Im Erdgeschoss befand sich neben einer Küche auch eine Durchfahrt. Aus Beschreibungen geht hervor, dass das Erdgeschoss mit „schönen Fliesen“ ausgelegt war. Dies legt die Vermutung nahe, dass sich im Erdgeschoss oder Keller eventuell auch die Mikwe befunden hat. Die Synagoge verfügte über 86 Sitzplätze. Zudem standen einige Stehplätze zur Verfügung. Die Synagoge wurde auch von den jüdischen Einwohnern der Gemeinden Bubenheim, Großbockenheim und Kleinbockenheim genutzt. 1763 hatte Graf Christian Carl Reinhard von Leiningen-Heidesheim einen von den vier Gemeinden beschlossen Vergleich bestätigt, der die Mitglieder der Gemeinden verpflichtete für Gottesdienste die Synagoge in Kindenheim zu besuchen. Aufgrund zurückgegangener Mitgliederzahlen wurde die Synagoge nur bis zum Begin des 20. Jahrhunderts genutzt. Da der jüdischen Gemeinde die finanziellen Mittel zur Instandhaltung der ungenutzten und mittlerweile sanierungsbedürftigen Synagoge fehlten, beschloss diese im September deren Verkauf. In den folgenden Jahrzehnten wurde das Gebäude unterschiedlich, in den 1980er Jahren unter anderem als Getränkelager, genutzt. Heute dient das Gebäude als reines Wohnhaus.

## Jüdische Gemeinde Kindenheim
Die jüdische Gemeinde Kindenheim gehörte zum Bezirksrabbinat Frankenthal. Ihre Anfänge gehen vermutlich auf das 17. Jahrhundert zurück. 1924 wurde die Kultusgemeinde wegen der nur noch geringen Zahl an Mitgliedern aufgelöst.